# 科布島 (馬里蘭州)
科布島（英語：Cobb Island）是位於美國馬里蘭州查爾斯縣的一個普查規定居民點。

## 人口
根據2020年美國人口普查的數據，科布島的面積為2.39平方千米，當中陸地面積為1.62平方千米，而水域面積為0.77平方千米。當地共有人口929人，而人口密度為每平方千米388.7人。